# L'Atalante
L'Atalante (también titulada Le Chaland qui passe) es una película francesa de 1934, dirigida por Jean Vigo y protagonizada por Michel Simon, Dita Parlo y Jean Dasté. Narra la historia de amor entre Juliette (Dita Parlo) y Jean (Jean Dasté), capitán de marina, a lo largo de los puertos y presas a los que arriba el bote en el que viajan. El idilio, salpicado de encuentros y desencuentros, se expresa con enorme sencillez y lirismo.
El proyecto llegó a manos de Vigo a través de la productora Gaumont, que se mostró disconforme con el resultado. Por ello impuso un recorte drástico del metraje original, pasando de 89 a 67 minutos en la versión estrenada finalmente. Además, la música de Maurice Jaubert fue sustituida por una canción popular francesa cuyo título se usaría también para la película: Le Chaland qui passe.
La última obra de Vigo, quien falleció de tuberculosis tres semanas después de su estreno, ha sido aclamada por numerosos críticos como una de las más grandes películas de todos los tiempos.

## Argumento
Una pareja de recién casados, Jean (Jean Dasté) y Juliette (Dita Parlo), se embarca de luna de miel en un bote a través de un canal fluvial. La embarcación, llamada L'Atalante, ha sido el hogar de Jean y su estrafalario tío Jules (Michel Simon), segundo de a bordo. Al despedirse de tierra firme, los pasos vacilantes de Juliette sobre la cubierta, aún vestida de novia, prefiguran la difícil adaptación a la nueva vida en común. Al llegar, ambos encuentran el bote plagado de gatos, que son criados sin mesura por Jules. El interior de los compartimentos aparece descuidado y mugriento. En el armario de Jean se guarda ropa que solo se lava una vez al año. Juliette anima a Jean a ponerse manos a la obra para arreglar el desbarajuste reinante. Entre el duro trabajo y las estrecheces de la vida a bordo, Juliette se consuela soñando con viajar a París. 
Después de atracar en la capital francesa, un artista de variedades (Gilles Margaritis) invita a Juliette a bailar y la convence para ir con él. Ella escapa a hurtadillas del barco y su marido, loco de celos, zarpa sin ella. En una conmovedora escena, Jean recuerda las palabras de Juliette el día que subieron juntos al L'Atalante: que bajo el agua se podía contemplar a la persona amada. Entonces él lo había intentado, sin conseguir ver nada. Ahora, presa de la desesperación, se lanza al canal e, inmerso en las oscuras aguas, ve la figura sonriente de Juliette. 
Jules se hace cargo del penoso estado de abatimiento que presenta Jean, quien se halla al borde de la enajenación, y decide ir en busca de Juliette, que vaga sola y temerosa por las calles de la gran ciudad.

## Análisis

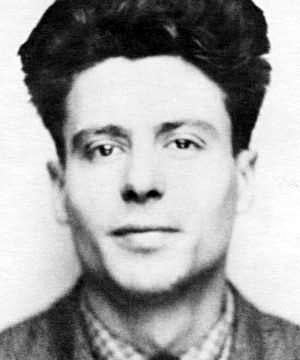
Jean Vigo

### Realismo poético
La película L'Atalante se inscribe en la corriente cinematográfica conocida como realismo poético, que entre 1930 y 1945 impulsaron cineastas franceses como René Clair, Jean Vigo, Jean Renoir, Marcel Carné, Julien Duvivier y Jacques Feyder. Este movimiento abanderado por productores y realizadores independientes tendría su oportunidad a raíz de la quiebra de las grandes productoras hacia 1935. La denominación de "realismo poético" hacía referencia, en sus inicios, tanto a los temas tratados en las películas como al modo de plasmarlos, cuya influencia se dejará sentir en el film noir americano. No obstante, el "realismo poético" refleja, por encima de todo, un estado de ánimo y una manera íntima de contemplar la realidad y de reproducirla. Una realidad que se muestra desnuda, sin artificio, y que logra suscitar un hondo lirismo.

### Obra de transición
L'Atalante presenta una serie de tomas innovadoras en las que se confirma como una obra de transición. Buena muestra de ello son escenas culminantes como el salto al canal de Jean, con un efecto fantasmal bajo el agua logrado mediante una hermosa sobreimpresión, o la escena del sueño orgásmico en camas separadas, a través de un montaje paralelo que nos muestra a los amantes acariciando sus cuerpos en un momento de ardiente nostalgia. En tales escenas, Jean Vigo aúna el surrealismo de Luis Buñuel con el realismo poético de Jean Renoir.
Además, combina armoniosamente el cine sonoro con el cine mudo, pues en los momentos claves la música de Maurice Jaubert y, sobre todo, la magnífica actuación de los intérpretes hacen todo el trabajo. Parlo y Dasté logran transmitir en esta cinta un aura sensual de gran intensidad. El tercer personaje que domina la película es Jules, interpretado por Michel Simon, que encarna a la perfección el espíritu salvaje y antisocial de un lobo de mar.

## Reparto
- Michel Simon — Tío Jules
- Dita Parlo — Juliette
- Jean Dasté — Jean
- Gilles Margaritis — Le camelot (vendedor ambulante)
- Louis Lefebvre — Le gosse (grumete)
- Maurice Gilles — Le chef de bureau (el director de la Compañía Fluvial[5])
- Raphaël Diligent — Raspoutine, un chamarilero que vende baratijas al Tío Jules
- René Blech — Le garçon d'honneur (padrino de Jean, sin acreditar)
- Fanny Clar — La mère de Juliette (madre de Juliette, sin acreditar)
- Charles Goldblatt — Le voleur (el ladrón, sin acreditar)
- Gen Paul — L'invité qui boite (un invitado a la boda que cojea, sin acreditar)
- Jacques Prévert — extra
- Pierre Prévert — extra
- Lou Tchimoukov — extra[6]
- Claude Aveline
- Paul Grimault
- Genya Lozinska
- Albert Riéra

## Versiones y restauraciones
La productora Gaumont, preocupada con los propietarios de cines después del cortometraje de Jean Vigo Cero en conducta, decidió sustituir la música de Maurice Jaubert por la exitosa canción Le Chaland qui passe (la barcaza que pasa) de Lys Gauty.
La productora retiró 19 minutos de metraje en un montaje del mismo Louis Chavance y dejó la película en 65 minutos.
En 1940, el nuevo propietario de los derechos y exaccionista de la Gaumont, Henri Beauvais, presentó una versión restaurada con el título y la música original de la película. Por desgracia, el negativo de esta copia fue destruido durante la Segunda Guerra Mundial.
En 1950, Henri Langlois y la Cinemateca Francesa se basaron en esa versión de Beauvais para introducir correcciones procedentes de diferentes copias encontradas. La calidad técnica de esta restauración es mediocre.
En 1983, el joven director de 23 años Jean-Louis Bompoint se enteró de que la Cinemateca Francesa recientemente había hallado elementos no publicados. Quería comenzar una nueva restauración, pero Vicente Pinel, curador en la Cinemateca, ya la había iniciado en secreto.
En 1990, con el fin de preservar los derechos de la obra que no tardaría en pasar al dominio público, la productora Gaumont lanzó una versión restaurada. Fue producida por Michael Schmidt y dirigida por Jean-Louis Bompoint (que recibió el apoyo de Luce Vigo, hija del realizador) y Pierre Philippe.
Esta restauración fue presentada en el Festival de Cine de Cannes y se consideró completa. Sin embargo, esta versión incluye material inédito que no estaba en la versión de 1934, y el famoso plano del iceberg que muestra a Jean Dasté chupando un cubito de hielo. Los restauradores no sabían dónde colocar este plano onírico y se colocó en el centro de la película. Por otra parte, el nuevo montaje está de acuerdo con una gramática más moderna del lenguaje cinematográfico. La película se alargó. Se usó la cámara lenta en el plano final.
En 1990 Jean-Louis Bonpoint encontró en Londres una copia de trabajo de L'Atalante de 1934, muy cercana a la versión final, pero los restauradores de 1990 no habían tenido tiempo para trabajarla en su totalidad.
Al final de la primera proyección de Cannes, Freddy Buache, que se negó a ayudar a los restauradores, ya que no estaba asociado directamente con la operación, exclamó en voz alta: "Es una buena copia de La L'Atalante, pero esto no es la mejor."
En el 2001, el historiador de cine Bernard Eisenschitz restauró L'Atalante de forma más rigurosa, basándose en la copia que se encuentra en Londres, con el objetivo de volver al montaje original aprobado desde la cama por Jean Vigo.
Eisenschitz realizó una película comparativa entre las diferentes versiones y pruebas de cámara guardadas, titulada Les Voyages de L'Atalante (Los viajes de L'Atalante).

## Reconocimientos
Jean Vigo realizó dos documentales, un cortometraje y un largometraje entre 1929 y 1934, el año de su muerte: A propósito de Niza (1930, cortometraje documental),  Taris (1931, cortometraje documental), Cero en conducta (1933, cortometraje) y L'Atalante (1934, largometraje). Sin embargo, ha influenciado a generaciones de cinéfilos y cineastas.
Llevó a la pantalla las emociones íntimamente personales en una práctica que es una ruptura total con el cine de la época.
L'Atalante es una de las películas favoritas de Emir Kusturica. En su película Underground varias escenas están inspiradas en planos de L'Atalante.
Emir Kusturica dijo: 

‘I believe that this film of Jean Vigo completely changed my illusions on the revolutionary character of the cinema. It is the poetry which makes the cinema. If you want to last, you have to be a poet ; if you're not a poet, the films you make can just be reflections… Fifteen years ago, all seemed much easier to to me ; today, the things became rough. It is much more difficult to survive as a poet in the jungle of the modern cinema… Nobody knows what it means anymore. I remain persuaded that in L' Atalante, you find the perfect balance between dialogue and action [… ] The flying bride we see under the water… it is a certain form of homage to L' Atalante by Jean Vigo. But then, it became something much more significant, everyone dies and derives under water.‘
‘Creo que esta película de Jean Vigo cambió mis ilusiones sobre el carácter revolucionario del cine. Es la poesía la que hace al cine. Si quieres perdurar tienes que ser un poeta; si no eres un poeta las películas que hagas serán sólo reflejos. Hace 15 años todo me parecía mucho más sencillo. Hoy las cosas se han vuelto ásperas. Es mucho más difícil sobrevivir como poeta en la jungla del cine moderno. Ya nadie sabe lo que significa. Sigo convencido de que en L'Atalante encuentras el balance perfecto entre el diálogo y la acción. (...) La novia sumergida en el agua (en la película Underground) es en cierta forma un homenaje a L'Atalante de Jean Vigo. Pero entonces se convierte en algo mucho más significativo, todo el mundo muere y deriva bajo el agua.’

L'Atalante tiene una calle dedicada en el barrio de Valdespartera de Zaragoza llamada La Atalanta.